# Amsacta grammiphlebia
Amsacta grammiphlebia là một loài bướm đêm thuộc phân họ Arctiinae, họ Erebidae.